# Уса (Дзержинский район)
Уса́ (бел. Уса, также Вуса) — деревня в составе Фанипольского сельсовета Дзержинского района Минской области Беларуси. Деревня расположена в 11 километрах от Дзержинска, 24 километрах от Минска и 9 километрах от железнодорожной станции Койданово.

## История
Известна с XVI века. В 1549 году упоминается как селение Добрая Уса в Минском повете Минского воеводства Великого княжества Литовского. В 1588 двор Уса находился в составе имения Койданово, насчитывалось 10 дворов, действовала водяная мельница на реке Усса, находилась во владении Радзивиллов. После второго раздела Речи Посполитой, деревня оказалась в составе Российской империи. В 1800 году двор находился во владении Доминика Радзивилла. В середине XIX века являлась помещичьей собственностью, находилась в составе Усской сельской общине.
В конце XIX — начала XX века и находилась в составе Койдановской волости Минского уезда Минской губернии. В 1897 году, по данным переписи населения в деревне проживало 78 жителей, а также действовала водяная мельница. В декабре 1922 года была образована сельскохозяйственная коммуна на месте бывшего имения. С 20 апреля 1924 года в составе Байдацкого сельсовета (переименован 21 августа 1925 года в Ледницкий) Койдановского района Минского округа. В годы коллективизации был образован колхоз «Красное Знамя», который обслуживала Фанипольская МТС, также действовали механическая и шорная мастерские.
Во время Великой Отечественной войны с 28 июня 1941 года по 6 июля 1944 года деревня была оккупирована немецко-фашистскими захватчиками, на фронтах войны погибли 5 жителей деревни. В 1960 году в деревне проживали 115 жителей, вошла в состав Фанипольского сельсовета и колхоз «Искра» (центр — д. Черниковщина). В 1991 году в деревне насчитывалось 26 придомовых хозяйств, проживали 74 жителя. По состоянию на 2009 год находится в составе СПК «Искра».

## Население
| Численность населения (по годам) | Численность населения (по годам) | Численность населения (по годам) | Численность населения (по годам) | Численность населения (по годам) | Численность населения (по годам) | Численность населения (по годам) | Численность населения (по годам) |
| 1897                             | 1909                             | 1960                             | 1991                             | 1999                             | 2004                             | 2009                             | 2017                             |
| -------------------------------- | -------------------------------- | -------------------------------- | -------------------------------- | -------------------------------- | -------------------------------- | -------------------------------- | -------------------------------- |
| 78                               | ↘61                              | ↗115                             | ↘74                              | ↘64                              | ↘39                              | ↗55                              | ↘38                              |
| 2018                             | 2020                             | 2022                             |                                  |                                  |                                  |                                  |                                  |
| ↗39                              | ↘34                              | ↘30                              |                                  |                                  |                                  |                                  |                                  |